# SheiKra
De SheiKra is een stalen duikachtbaan in het Amerikaanse attractiepark Busch Gardens Tampa in Florida.

## Geschiedenis
In oktober 2004 werd SheiKra aangekondigd als de allereerste duikachtbaan van Amerika. De achtbaan werd gebouwd door de Zwitserse fabrikant Bolliger & Mabillard, die eerder in Busch Gardens Tampa de achtbanen Kumba en Muntu hadden gebouwd. Volgens het bedrijf waren ze zes maanden bezig geweest met het ontwerp van SheiKra en het totale project had in totaal vier jaar geduurd. Op 28 januari 2005 werd met het bouwen het hoogste punt van de achtbaan bereikt. Vervolgens opende de achtbaan op 21 mei 2005 voor het publiek. Bij opening verbrak SheiKra de records van de langste, hoogste en snelste duikachtbaan ter wereld.
Op 30 januari 2007 werd bekendgemaakt door Busch Gardens dat de vloer in de achtbaantreinen verwijderd zou worden. De achtbaan sloot tijdelijk op 28 mei 2007 om op 16 juni dat jaar weer open te gaan met de aangepaste treinen.

## Rit
De SheiKra gaat als eerste de liftheuvel van 45 graden op die een hoogte heeft van 61 meter. Met een snelheid van 112 km/u gaat de achtbaan met negentig graden omlaag. Voor de drop hangt de trein vier seconden stil boven de afdaling. De achtbaantrein gaat vervolgens door een Immelmann. Hierna volgt een remsectie en heeft de achtbaan een tweede drop van negentig graden op een hoogte van 42 meter waarna het door een tunnel gaat. Daarna volgt een Overbanked turn die leidt tot een splash down.

## Technische gegevens
- Ritduur: 2:20
- Topsnelheid: 112,7 km/u
- Baanlengte: 971,7 meter
- Maximale hoogte: 61 meter
- Elementen:
  - Liftheuvel (61 meter)
  - Immelmann (44,2 meter)
  - Heuvel (42,1 meter)
  - Tunnel
  - Splash effect
- Treinen: vijf. Drie rijen van acht personen per trein.

## Galerij

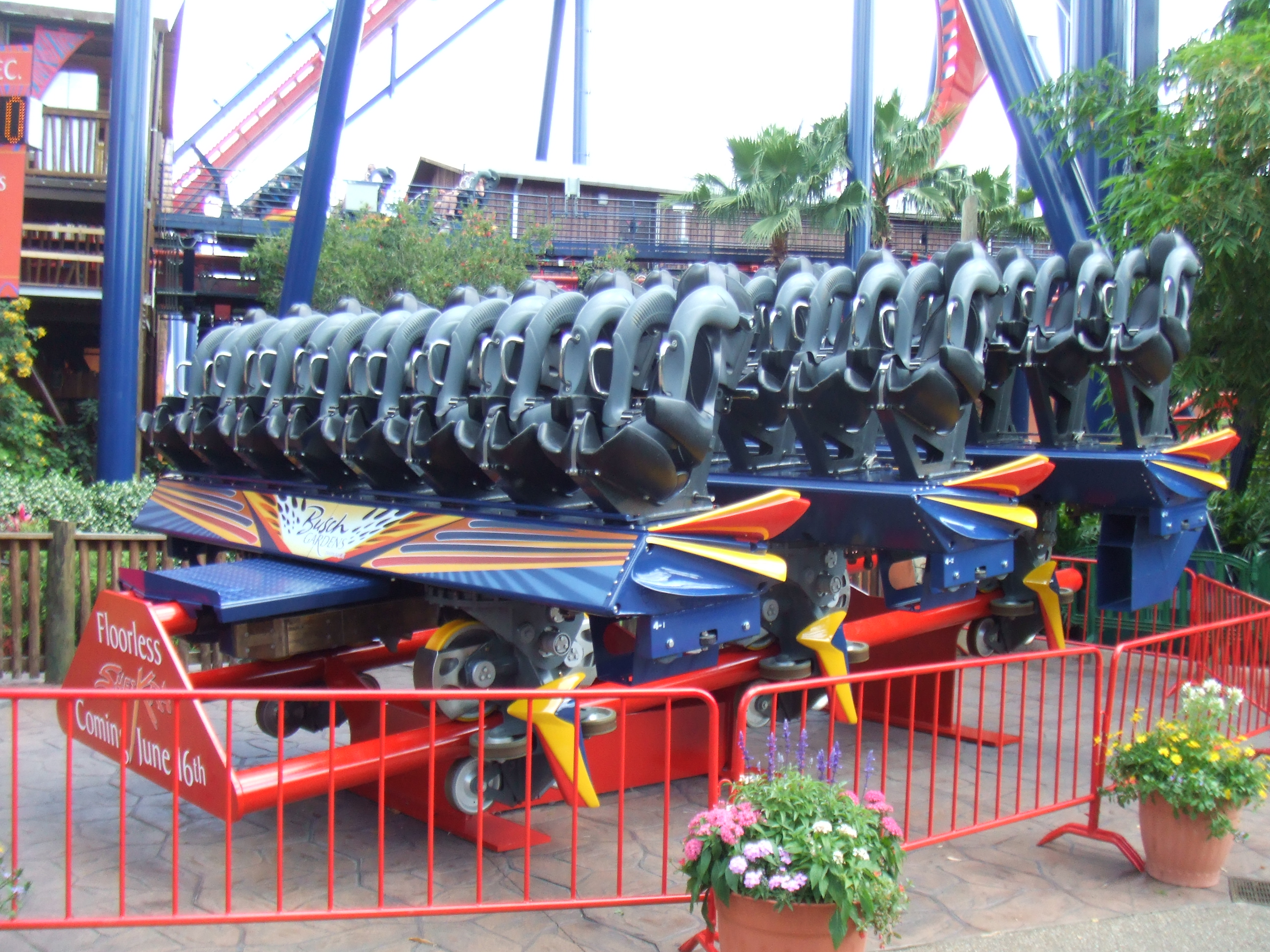
Display van een van de achtbaantreinen in het park
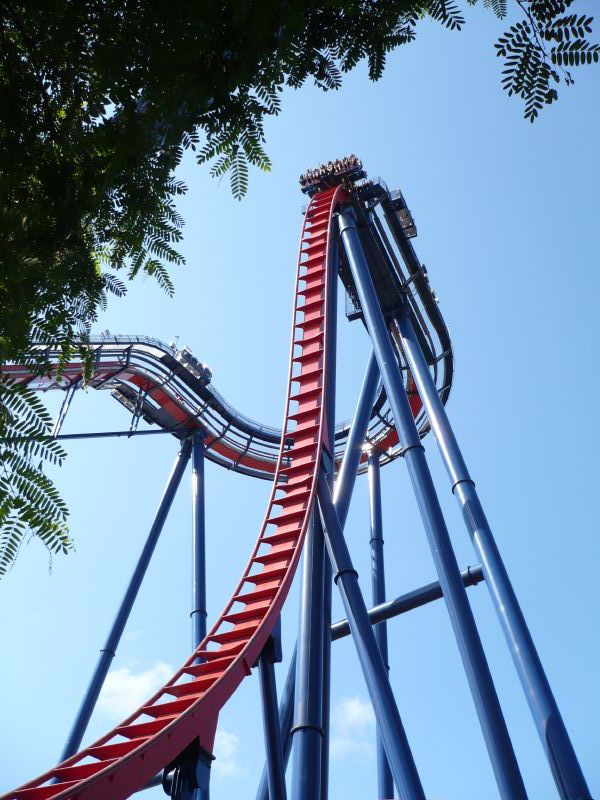
De eerste drop
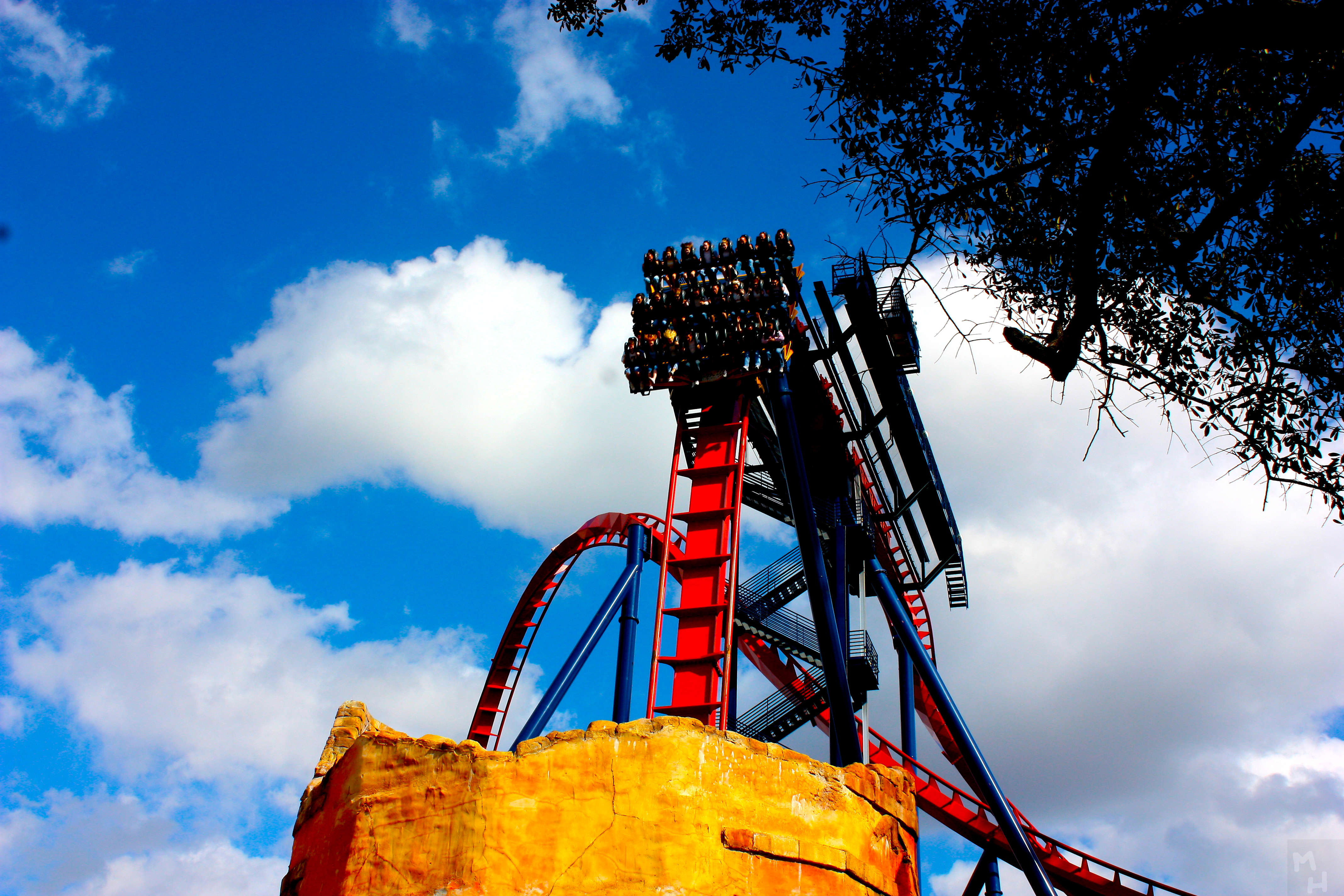
Tweede drop
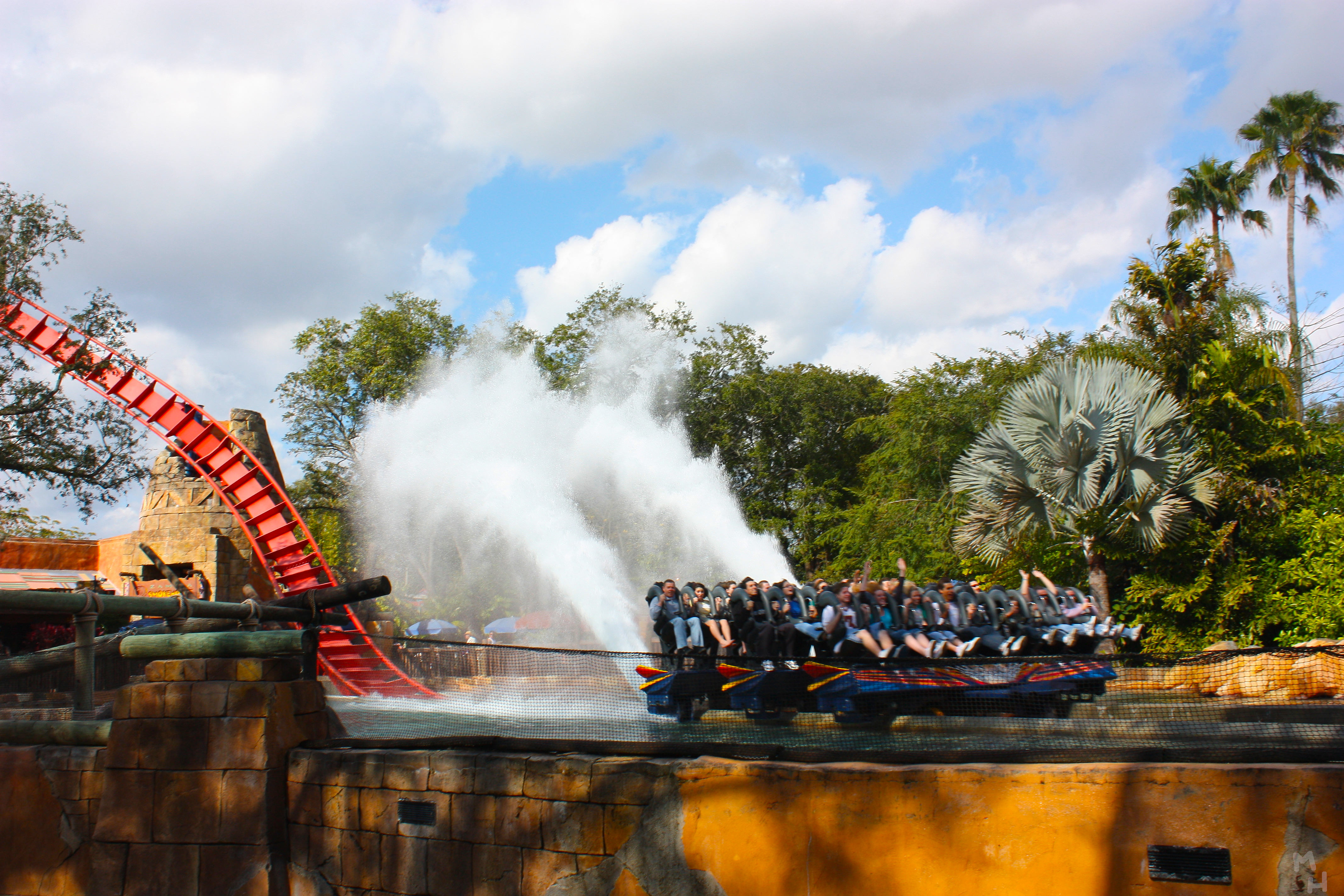
De splash down